# Lac Wabby
Le lac Wabby (en anglais : Lake Wabby) est un lac de l'île Fraser, dans le Queensland, en Australie. Il est protégé au sein du parc national Great Sandy.